# Sommer i by-ridning, Nordby, Samsø
|  | Denne artikel er oprettet af botten Steenthbot ud fra en ekstern database. Den kan derfor have sproglige fejl eller mangler. Denne skabelon kan fjernes efter kontrol af indholdet. |

Sommer i by-ridning, Nordby, Samsø er en dansk dokumentarisk optagelse fra 1930.

## Handling
14/6 1930 i Nordby på Samsø.